# 松倉駅
松倉駅（まつくらえき）は、岩手県釜石市甲子町（かっしちょう）松倉にある、東日本旅客鉄道（JR東日本）釜石線の駅である。

## 歴史
- 1945年（昭和20年）6月15日：開業[2][3]。
- 1970年代：業務委託化。
- 1983年（昭和58年）3月10日：荷物の扱いを廃止[4]。無人化[5]。
- 1987年（昭和62年）4月1日：国鉄の分割民営化により、東日本旅客鉄道の駅となる[2][3]。
- 2021年（令和3年）3月13日：快速「はまゆり」の全列車が停車するようになる[6]。
- 2024年（令和6年）10月1日：えきねっとQチケのサービスを開始[1][7]。

## 駅構造
単式ホーム1面1線を持つ地上駅で、釜石駅管理の無人駅である。

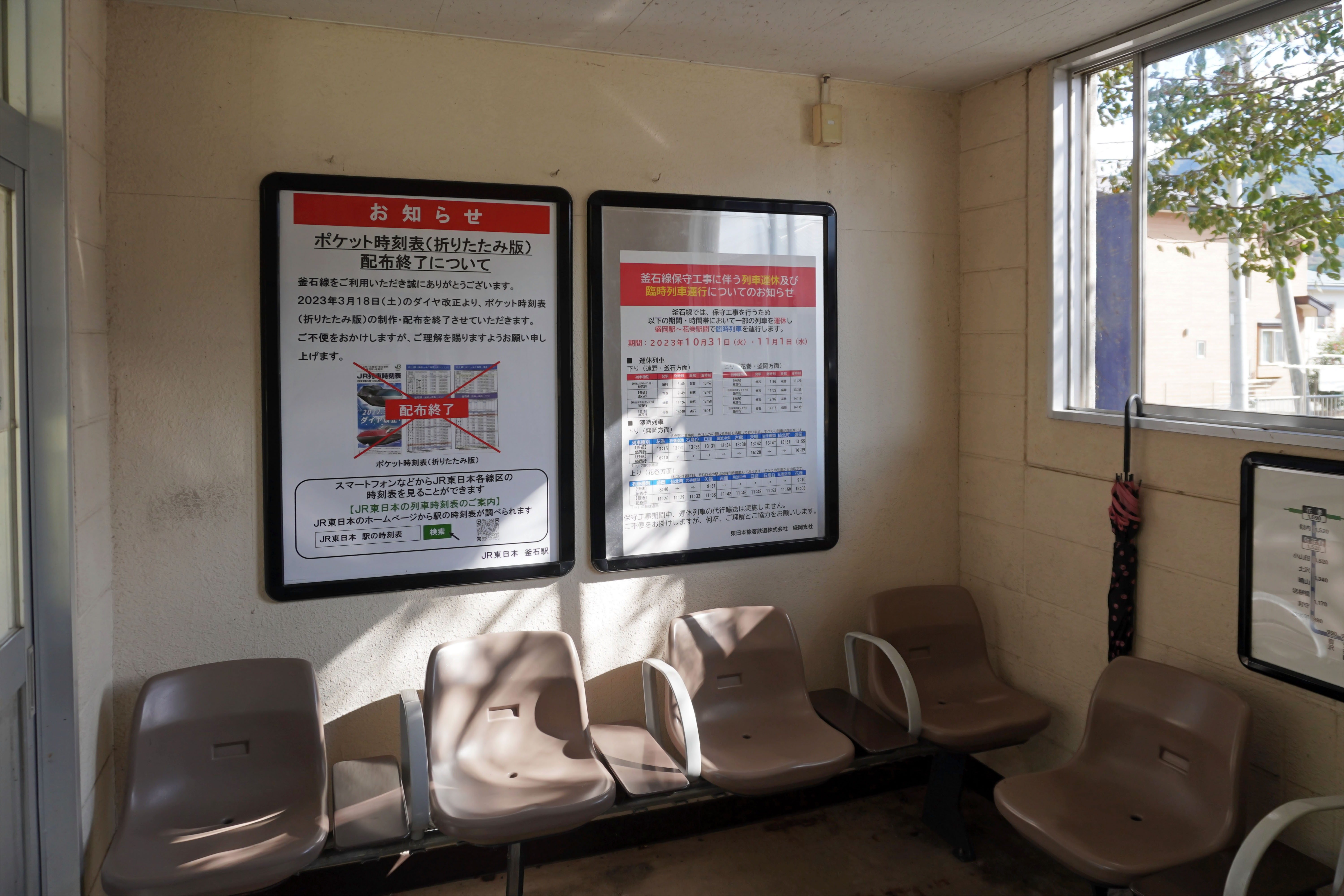
待合室（2023年10月）
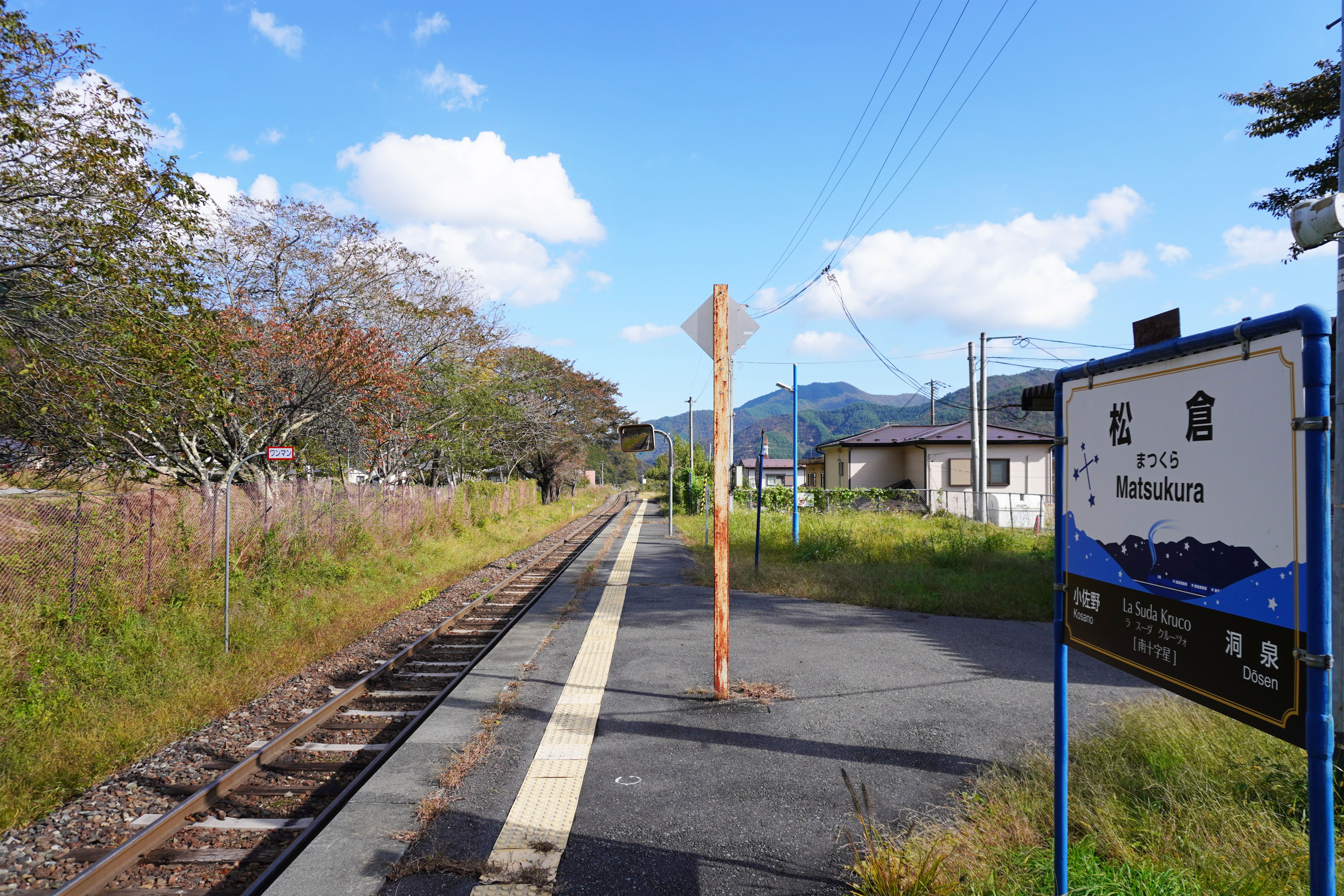
ホーム（2023年10月）

## 駅周辺
- 釜石市役所 甲子地区生活応援センター
- 岩手県立釜石病院
- 岩手県立釜石高等学校
- 釜石市立甲子中学校
- 釜石市立甲子小学校
- 釜石市球技場
- 国道283号
- 正福寺幼稚園

## その他
エスペラントによる、「La Suda Kruco（ラ・スーダ・クルーツォ：南十字星）」という愛称がついている。

## 隣の駅
東日本旅客鉄道（JR東日本）
■釜石線
□快速「はまゆり」
遠野駅 - （53・6号は岩手上郷駅） - 松倉駅 - 小佐野駅
■普通
洞泉駅 - 松倉駅 - 小佐野駅